# 20311 Nancycarter
20311 Nancycarter è un asteroide della fascia principale. Scoperto nel 1998, presenta un'orbita caratterizzata da un semiasse maggiore pari a 2,5802055 UA e da un'eccentricità di 0,0850777, inclinata di 3,99704° rispetto all'eclittica.